# Іда Вальдек-Пірмонтська
Іда Кароліна Луїза Вальдек-Пірмонтська (нім. Ida Caroline Luise Prinzessin zu Waldeck und Pyrmont, 26 вересня 1796 — 12 квітня 1869) — принцеса Вальдек-Пірмонта, донька князя Вальдек-Пірмонтського Георга I та принцеси Августи Шварцбург-Зондерсгаузен, дружина князя Шаумбург-Ліппського Георга Вільгельма.

## Біографія
Іда народилась 26 вересня 1796 року в Родені. Вона була восьмою дитиною та третьою донькою в родині принца Вальдек-Пірмонту Георга та його дружини Августи Шварцбург-Зондерсгаузен.
Країною в цей час правив її дядько Фрідріх Карл Август. 1805 року вони із Георгом розподілили правління: тому дістався Пірмонт, а Фрідріху Карлу Августу — Вальдек. 1812 року Фрідріх помер, і Георг став єдиним правлячим князем. Однак, його володарювання тривало недовго — за рік він теж пішов з життя. Вальдек-Пірмонтом став керувати його старший син і брат Іди —Георг II.
У 19-річному віці Іда побралася із 31-річним княцем Шаумбург-Ліппе Георгом Вільгельмом. Весілля відбулося в Арользені 23 червня 1816. Шлюб виявився гармонійним, і в подружжя народилося дев'ятеро дітей.
Георг Вільгельм пішов з життя 21 листопада 1860 року. Іда пережила його на дев'ять років. Обоє поховані у мавзолеї кірхи Святого Мартіна у Штахаґені.

## Родина
Чоловік — Георг Вільгельм, князь Шаумбург-Ліппський
Діти:
- Адольф (1817—1893) — наступний князь Шаумбург-Ліппе у 1860—1893, був одружений з Ерміною Вальдек-Пірмонт, мав восьмеро дітей;
- Матильда (1818—1891) — дружина герцога Євгена Вюртемберзького, мала трьох дітей;
- Адельгейда (1821—1899) — дружина герцога Шлезвіг-Гольштейн-Зондербург-Глюксбурзького Фрідріха, мала п'ятеро дітей;
- Ернст (1822—1831) — пішов з життя у віці 8 років;
- Іда (1824—1894) — одружена не була, дітей не мала;
- Емма (1827—1828) — померла немовлям;
- Вільгельм (1834—1906) — генерал кінноти, був одружений з Батільдою Ангальт-Дессау, мав дев'ятеро дітей;
- Герман (31 жовтня—23 грудня 1839) — помер немовлям;
- Єлизавета (1841—1926) — дружина 2-го принца Ганау та Горовіц Вільгельма, дітей не мала.